# 岩手県道103号花巻和賀線
岩手県道103号花巻和賀線（いわてけんどう103ごう はなまきわがせん）は、岩手県花巻市から北上市和賀町に至る一般県道である。

## 概要

### 路線データ
- 実延長：14,986.4 m[1]
- 起点：花巻市[1]（県道297号交点）
- 終点：北上市和賀町[1]（国道107号交点）

## 歴史
- 1959年（昭和34年）3月31日：県道に認定される[2]。

## 路線状況

### 重複区間
- 岩手県道13号盛岡和賀線（花巻市轟木7地割 - 花巻市北笹間13地割）
- 岩手県道252号清水野村崎野線（花巻市北笹間13地割内）

## 地理

### 通過する自治体
- 花巻市
- 北上市

### 交差する道路
- 岩手県道297号花巻停車場花巻温泉郷線（花巻市大通り一丁目）
- 岩手県道・秋田県道12号花巻大曲線（花巻市桜木町三丁目）
- 岩手県道13号盛岡和賀線・盛岡方面（花巻市轟木7地割）

（県道13号重複区間）
- 岩手県道13号盛岡和賀線・和賀方面、岩手県道252号清水野村崎野線・村崎野方面（花巻市北笹間13地割）
- 岩手県道252号清水野村崎野線・清水野方面（花巻市北笹間13地割）
- 岩手県道192号後藤野野中線（北上市和賀町藤根1地割）
- 国道107号（北上市和賀町竪川目2地割）